# Omar Torrijos (Panamá)
Omar Torrijos es uno de los 9 corregimientos del Distrito de San Miguelito en Panamá. Limita al norte con el corregimiento de Ernesto Córdoba Campos, al noroeste con el corregimiento de Las Cumbres, al este y sureste con el corregimiento de Ancón, al sur con el corregimiento de Amelia Denis de Icaza y al oeste con el corregimiento de Belisario Porras.
Su cabecera es la comunidad de Santa Librada. La localidad tiene 36.452 habitantes (2010).

## Organización territorial
- Santa Librada (parte)
- Villa Cárdenas
- El Porvenir
- Villa Esperanza
- Los Andes #2
- Chivo Chivo
- Sonsonate
- Mocambo Abajo (parte sur)
- El Valle
- El Valle de San Isidro
- San Isidro
- Buenos Aires
- Tinajitas

- Villa Georgina
- Los Cipreses
- Campo Verde
- Santa Librada la 4 Etapa